# Cécile Goor-Eyben
Cécile Goor-Eyben, geboren als Cécile Eyben, (Antwerpen, 11 februari 1923 – 28 oktober 2024) was een Belgisch politica voor de PSC.

## Levensloop
Goor werd beroepshalve journaliste en later redactrice.
Ze werd politiek actief voor de PSC en behoorde er tot de conservatieve CEPIC-strekking. Ze was de voorzitter van de vrouwelijke PSC-afdeling en was voor de partij van 1953 tot 2000 gemeenteraadslid van Sint-Lambrechts-Woluwe, waar ze van 1971 tot 1976 schepen was.
Ze werd eveneens van 1971 tot 1974 provincieraadslid van Brabant en was vervolgens van 1974 tot 1985 rechtstreeks gekozen senator in de Belgische Senaat, waar ze van 1979 tot 1980 ondervoorzitter was. Daarna zetelde ze van 1985 tot 1987 in de Kamer van volksvertegenwoordigers en was er van oktober tot november 1987 eveneens PSC-fractieleider.
Van 1980 tot 1985 was Goor-Eyben bovendien minister en vervolgens staatssecretaris voor het Brussels Hoofdstedelijk Gewest.
In 2023 werd ze 100 jaar oud.
Goor-Eyben overleed op 28 oktober 2024 op 101-jarige leeftijd.